# Galbella zanzibarica
Galbella zanzibarica es una especie de escarabajo del género Galbella, familia Buprestidae. Fue descrita científicamente por Fairmaire en 1884.